# Ruthie Foster
Ruthie Foster (Gause, Texas, 10 de febrero de 1964) es una cantautora americana de blues y folk. Su álbum de debut fue publicado en 1997 y ha actuado en América del Norte, Europa y Australia. A menudo ha sido comparada a Bonnie Raitt y Aretha Franklin.
En junio de 2009, Foster hace una gira con los Blind Boys of Alabama. En diciembre de 2009 su CD, The Truth According to Ruthie Foster, fue nominado para un Grammy para Mejor Álbum de Blues Contemporáneo. En mayo de 2010, en el Premios de Música Blues, fue reconocida como Artista femenina de Blues Contemporáneo del Año.

## Biografía
Foster es de Gause, Texas y proviene de una familia de cantantes de góspel. A la edad de catorce años, Ruthie era una solista en su coro natal, y estaba segura de que su futuro giraría en torno a la música. Después de la escuela secundaria, Ruthie se trasladó a Waco, Texas para asistir a la universidad comunitaria, donde sus estudios se concentraron en la música y la ingeniería de audio. Comenzó al frente de una banda de blues, aprendiendo cómo actuar en los bares de Texas.
Con la esperanza de viajar y ganar una perspectiva mundial más amplia, Foster se unió a la Armada, y pronto su talento musical pronto la encuadró en la banda naval Pride, que tocó pop y funk en campañas de reclutamiento en el sureste de Estados Unidos. Después de su turno de servicio, Ruthie se dirigió a Nueva York, donde se convirtió en una intérprete regular en varios clubs locales. Atlantic Records se dio cuenta del talento de Foster y le ofreció un contrato de grabación, con la intención de cultivarla como una estrella pop en ciernes, pero Foster no estaba interesada en una carrera pop, prefiriendo explorar las diversas variedades de la música de raíces americanas que conoció desde su infancia.
Cuando su madre cayó enferma en 1993, Foster salió de Nueva York y dejó su contrato de grabación y regresó a Texas para estar con su familia. Comenzó a trabajar como operadora de cámara y asistente de producción en una estación de televisión en College Station, Texas, mientras cuidaba de su madre, que falleció en 1996. Un año más tarde en 1997, Foster auto-lanzó el álbum Full Circle, cuyo éxito allanó el camino a una larga relación con la discográfica Blue Corn Music.
Blue Corn lanzó el álbum de seguimiento Crossover en 1999, Runaway Soul en 2002, y Stages (con una serie de pistas en vivo) en 2004. Staages marcó un punto de inflexión en la carrera de Foster, como la experiencia de una Ruthie Foster en vivo capaz de ser apreciada por una amplia audiencia. El siguiente lanzamiento de Foster fue Heal Yourself en 2006, seguido por el álbum de estudio The Phenomenal Ruthie Foster en 2008 (producido por Papa Mali) y The Truth According to Ruthie Foster (producido por el productor ganador de los Grammy, Chris Goldsmith), grabado en Ardent Studios en Memphis, en 2009. El álbum ganó una nominación al premio Grammy al mejor álbum de blues contemporáneo. En el 2012, Ruthie y Blue Corn lanzaron el álbum de estudio Let It Burn, que contó con invitados especiales como The Blind Boys of Alabama, William Bell y la sección rítmica de The Funky Meters, y fue producido por el ganador del premio Grammy John Chelew. Let It Burn ganó a Foster una segunda nominación al Grammy, esta vez para el mejor álbum de Blues, y fue el vehículo para numerosos premios Blues Music Awards ganados por Foster. Su álbum Promise of a Brand New Day, fue lanzado por Blue Corn Music en 2014.
Es una artista invitada frecuente y buscado, Foster actuó con la Allman Brothers Band en 2012 en el Beacon Theatre en su actuación anual en Nueva York. Ella cantó en cuatro canciones, incluyendo una versión de "The Weight", "en la que compartió versos con Susan Tedeschi.Ha viajado con los Blind Boys de Alabama, así como con Warren Haynes y también aparece en el álbum de Haynes Man In Motion. Recientemente fue presentada como invitada especial en The House of Blues y en el programa de radio de Elwood Blue, The Blues Mobile, así como en Austin Live: Tick Tock, un corto de video producido por la Ciudad de Austin. Los espectáculos de Ruthie son bastante espectaculares como lo demuestran los cientos de videos y fotos publicados por sus fanes a través de las redes sociales.
Ruthie anunció los detalles para un álbum en 2017 durante una entrevista en profundidad de retrospectiva de carrera con The Pods & Sods Network en noviembre de 2016.

## Premios y honores
- En 2016 ganó el premio Koko Taylor al Mejor Artista de Blues Femenino Tradicional.
- Foster gana el 2013 Koko Taylor Award (Traditional Blues Female)[8] y otra vez en 2015.[9]
- Grammy Awards 2013 - Let It Burn nominada para 'Best Blues Album'[10]
- 2012 Blues Music Awards[11]
  - Vencedora: Koko Taylor Award for Traditional Blues Female Artist of the Year
  - Vencedora: DVD of the Year for Live at Antone's
  - Nominada: B.B. King Entertainer of the Year
- 2011 Vencedora en los Blues Music Awards - Koko Taylor Award for Traditional Blues Female Artist of the Year[12]
- 2011 Nominada en los Living Blues Award - Blues Artist of the Year (Female)[13]
- 2010 Vencedora en Living Blues Critics' Poll Winner - Blues Artist of the Year (Female)[13]
- 2010 Vencedora de los Blues Music Awards - Contemporary Blues Female Artist of the Year[13]
- 2009 Nominada en los Blues Music Awards - Traditional Blues Female Artist of the Year[13]
- 2008 Nominada en los Blues Music Awards - Traditional Blues Female Artist of the Year[13]

## Carrera
- The Phenomenal Ruthie Foster producido por Papa Mali[14]
- The Truth According To Ruthie Foster producido por Chris Goldsmith[15]
- The Truth According To Ruthie Foster y Let It Burn son nominados para los Grammy Awards.[16]
- Hace una gira con Warren Haynes y aparece en su álbum, Man In Motion (2011).[17]
- Let It Burn incluye al miembro de The Blind Boys of Alabama, William Bell y la rhythm section de The Funky Meters y fue producido por John Chelew[18]
- Fue invitada especial en House of Blues y Elwood Blues's radio show, The BluesMobile (February 2013)[19]
- Actúa en la Texas State Society de Washington D. C. en el baile de la inauguración presidencial (enero de 2013)[20]
- Actúa con the Allman Brothers Band en 2012, al Beacon Theatre en New York City. Canta cuatro canciones, incluyendo unaversión de "The Weight," con Susan Tedeschi.[21]

## Discografía
- Foster, Ruthie (2017). Joy come back : Blue Corn Music
- Foster, Ruthie (2014). Promise of a Brand New Day : Blue Corn Music[22]
- Foster, Ruthie (2012). Let It Burn : Blue Corn Music[23]
- Foster, Ruthie (2011). Live At Antones : Blue Corn Music (CD and DVD)
- Foster, Ruthie (2009). The Truth According to Ruthie Foster. Tex.: Blue Corn Music.The Truth According to Ruthie Foster. Tex.: Blue Corn Music. [24][25]
- Foster, Ruthie (2007). The Phenomenal Ruthie Foster. Tex.: Blue Corn Music.The Phenomenal Ruthie Foster. Tex.: Blue Corn Music. [26][27]
- Foster, Ruthie (2004). Stages. Tex.: Blue Corn Music.Stages. Tex.: Blue Corn Music. [28]
- Foster, Ruthie (2002). Runaway Soul. Tex.: Blue Corn Music.Runaway Soul. Tex.: Blue Corn Music. [29]
- Foster, Ruthie (1999). Crossover. Tex.: Full Circle Productions.Crossover. Tex.: Full Circle Productions.
- Foster, Ruthie (1997). Full Circle. Tex.: M.O.D. Records.Full Circle.